# Pachyarmatherium brasiliense
Pachyarmatherium brasiliense és una espècie extinta d'armadillo que visqué a finals del Plistocè, fa entre 40.000 i 10.000 anys, en allò que avui en dia és el Brasil.